# Foramen ovale (crâne)
Ne doit pas être confondu avec Foramen ovale (cœur).
Le foramen ovale (ou trou ovale) est un trou de la base du crâne, situé sur la face endocrânienne de la grande aile de l'os sphénoïde.

## Description
Le foramen ovale se situe 1 cm en arrière et en dehors du foramen rond.
Il fait communiquer la fosse crânienne moyenne avec la fosse infratemporale et permet le passage du nerf mandibulaire (branche 3 du nerf trijumeau), et de  l'artère méningée accessoire.